# Smeđi bazilisk
Smeđi bazilisk (lat. Basiliscus vittatus) je vrsta baziliska koja živi u Panami, Belizeu, sjeverozapadnoj Kolumbiji i Kostariki, a uvedena je i u američku državu Floridu kao feralna vrsta.

## Opis
Muški smeđi bazilisk može doseći duljinu tijela i do 80 centimetara, a ženke su nešto manje. Težak je od 200 do 600 grama. Ima tri grbe koje su na glavi, uz tijelo i rep. Obično je smeđe ili maslinasto-smeđe boje, te ima crne pruge koje se obično nalaze samo na bokovima i leđima. Od očiju do stražnjeg dijela nogu proteže se bijela pruga. Mužjaci imaju veće grbe od ženki. Ima duge prste i oštre kandže.

## Način života
Kao i većina gmazova, aktivan je tijekom dana. Kad bježi od grabežljivaca vrlo brzo može kretati se i na površini vode, baš kao i ostali bazilisci. Ima velike stražnje noge s plivaćim kožicama između svakog nožnog prsta. Činjenica da se može kretati na površini vode uz pomoć stopala nalik na mrežu, daje im izgled "hodanja po vodi".
Budući da je svežder, hrani se i mesom i biljkama. Hrani se šturcima, brašnarom, miševima i drugim manjim životinjama, te raznim biljnim dijelovima.
Ženka polaže 2-18 jaja pet do osam puta godišnje. Iz jaja se izlegnu mali bazilisci nakon tri mjeseca. Teški su samo dva grama.

## Galerija
- Mladi prije razvijanja grbe
- Divlji smeđi bazilisk u Floridi, SAD